# Castelo de Dolwyddelan
O Castelo de Dolwyddelan (Castell Dolwyddelan, em gaélico; Dolwyddelan Castle, em inglês) localiza-se próximo a Dolwyddelan, no condado de Conwy no norte do País de Gales, no Reino Unido. Encontra-se classificado no Grau "I" do "listed building" desde 17 de fevereiro de 1997.

## História
Foi construído por Llywelyn, o Grande, príncipe de Gwynedd e North Wales no século XIII, entre 1210 e 1240. Senhor de Snowdonia, ergueu esta fortificação para controle um passo estratégico nas montanhas do seu reino.

## Características
O coração do castelo é a torre de menagem, de planta retangular, restaurada à época Vitoriana. Em posição dominante sobre uma elevação, é visível por milhas ao redor.